# Saint-Baussant
Saint-Baussant település Franciaországban, Meurthe-et-Moselle megyében. Lakosainak száma 65 fő (2022. január 1.). Saint-Baussant Essey-et-Maizerais, Flirey, Seicheprey és Lahayville községekkel határos.

## Népesség
A település népessége az elmúlt években az alábbi módon változott:
| Lakosok száma | 82   | 58   | 57   | 67   | 74   | 74   | 73   | 74   | 75   | 65   |
|               | 1968 | 1982 | 1990 | 2006 | 2013 | 2015 | 2017 | 2019 | 2020 | 2022 |